# Litozamia
Litozamia là một chi ốc biển, là động vật thân mềm chân bụng sống ở biển thuộc họ Muricidae, họ ốc gai.

## Các loài
Các loài thuộc chi Litozamia bao gồm:
- Litozamia brazieri (Tenison Woods, 1876)[2]
- Litozamia latior (Verco, 1909)[3]
- Litozamia rudolphi (Brazier, 1894)[4]
- Litozamia subtropicalis (Iredale, 1913)[5]
- Litozamia tropis Houart, 1995[6]